# Rio Bonito
Rio Bonito é um município situado na sub-região Leste Fluminense (Grande Niterói) da Região Metropolitana do Rio de Janeiro, no estado do Rio de Janeiro, Brasil. Localiza-se a uma latitude 22º42'31" sul e a uma longitude 42º36'35" oeste, estando a uma altitude de 40 metros. Sua população estimada em 2021 era de 60.930 habitantes. Possui uma área de 459,458 km².

## Geografia
Desde dezembro de 2013 pertence à Região Metropolitana do Rio de Janeiro, assim deixando de ser parte do interior fluminense por lei. Não possui praias, mas possui muitas quedas de água, rios e florestas remanescentes de Mata Atlântica em torno da cidade.
Segundo dados do Instituto Nacional de Meteorologia (INMET), desde junho de 1995 a menor temperatura registrada em Rio Bonito foi de 4,9 °C em 18 de julho de 2000, e a maior atingiu 42 °C em 16 de outubro de 2015. O maior acumulado de precipitação em 24 horas foi de 167,9 milímetros (mm) em 28 de fevereiro de 1998. Outros grandes acumulados iguais ou superiores a 100 mm foram 158,9 mm em 1° de março de 2016, 135,2 mm em 18 de março de 2003, 121,4 mm em 17 de dezembro de 1997, 117,3 mm em 7 de novembro de 2004, 104,8 mm em 21 de março de 2004, 103,3 mm em 3 de abril de 2000, 103 mm em 6 de abril de 2010 e 102 mm em 14 de dezembro de 2010. Fevereiro de 1998, com 450,2 mm, foi o mês de maior precipitação.
| Dados climatológicos para Rio Bonito                                                                                                | Dados climatológicos para Rio Bonito | Dados climatológicos para Rio Bonito | Dados climatológicos para Rio Bonito | Dados climatológicos para Rio Bonito | Dados climatológicos para Rio Bonito | Dados climatológicos para Rio Bonito | Dados climatológicos para Rio Bonito | Dados climatológicos para Rio Bonito | Dados climatológicos para Rio Bonito | Dados climatológicos para Rio Bonito | Dados climatológicos para Rio Bonito | Dados climatológicos para Rio Bonito | Dados climatológicos para Rio Bonito |
| Mês | Jan                                  | Fev                                  | Mar                                  | Abr                                  | Mai                                  | Jun                                  | Jul                                  | Ago                                  | Set                                  | Out                                  | Nov                                  | Dez                                  | Ano                                  |
| --- | ------------------------------------ | ------------------------------------ | ------------------------------------ | ------------------------------------ | ------------------------------------ | ------------------------------------ | ------------------------------------ | ------------------------------------ | ------------------------------------ | ------------------------------------ | ------------------------------------ | ------------------------------------ | ------------------------------------ |
| Temperatura máxima recorde (°C) | 41,8                                 | 40,6                                 | 40,9                                 | 38,4                                 | 35,5                                 | 34,6                                 | 35,4                                 | 38,8                                 | 40,8                                 | 42                                   | 40,8                                 | 41,2                                 | 42                                   |
| Temperatura máxima média (°C) | 32,5                                 | 33,5                                 | 32,3                                 | 30,3                                 | 27,8                                 | 27,4                                 | 26,8                                 | 28                                   | 28,1                                 | 29                                   | 29,8                                 | 31,3                                 | 29,7                                 |
| Temperatura mínima média (°C) | 22,5                                 | 22,3                                 | 21,9                                 | 20,3                                 | 17,3                                 | 15,5                                 | 15,3                                 | 16,2                                 | 17,7                                 | 19,6                                 | 20,4                                 | 21,7                                 | 19,2                                 |
| Temperatura mínima recorde (°C) | 17,4                                 | 15,9                                 | 17                                   | 11,9                                 | 10,2                                 | 6,9                                  | 4,9                                  | 10,2                                 | 10,8                                 | 11,8                                 | 12,3                                 | 15,6                                 | 4,9                                  |
| Precipitação (mm) | 205,6                                | 164                                  | 194,4                                | 123                                  | 82,7                                 | 40,9                                 | 68,4                                 | 55,1                                 | 89,2                                 | 113,6                                | 225,4                                | 210,3                                | 1 572,6                              |
| Dias com precipitação (≥ 1 mm) | 13                                   | 9                                    | 11                                   | 9                                    | 8                                    | 5                                    | 8                                    | 6                                    | 9                                    | 11                                   | 13                                   | 12                                   | 114                                  |
| Umidade relativa compensada (%) | 75,4                                 | 73                                   | 78,5                                 | 78,8                                 | 81,1                                 | 81                                   | -                                    | 77,8                                 | 76,7                                 | 76,8                                 | 77,3                                 | 76,1                                 | -                                    |
| Fonte: Instituto Nacional de Meteorologia (INMET) (normal climatológica de 1981-2010; recordes de temperatura: 01/06/1995-presente) |                                      |                                      |                                      |                                      |                                      |                                      |                                      |                                      |                                      |                                      |                                      |                                      |                                      |

## Infraestrutura

### Transporte
A rodovia BR-101 é o principal acesso ao município, de Tanguá, a oeste, e de Silva Jardim, a leste. Partindo da BR-101, na altura dos bairros Cidade Nova, Olaria e Boqueirão, a Via Lagos (RJ-124), após cruzar o distrito de Boa Esperança, alcança Araruama a leste e, por variante, Saquarema ao Sul. A RJ-120 segue em leito natural rumo norte até a RJ-116, próxima ao distrito de Papucaia, em Cachoeiras de Macacu. O município conta com estação ferroviária e opera a Linha do Litoral da antiga Estrada de Ferro Leopoldina para o transporte de cargas, que liga o Rio de Janeiro à Vitória. 
Com relação à rodovia BR-101 (Norte), a Rio – Vitória, a Federação das Indústrias do Estado do Rio de Janeiro pleiteia a duplicação entre Rio Bonito e a divisa com o estado do Espírito Santo, compreendendo os municípios de Silva Jardim, Casimiro de Abreu, Macaé, Conceição de Macabu, Quissamã e Campos dos Goytacazes; implantação de variante em Campos; privatização do trecho e revisão dos estudos sobre localização e número de praças de pedágio.

## Filhos ilustres
- Manuel de Matos Duarte Silva, político e ex-presidente do Rio de Janeiro;
- Astrojildo Pereira, político fundador do Partido Comunista Brasileiro;
- Júlia Cortines, poetisa;
- Juliana Paes, atriz;
- George Savalla Gomes, palhaço Carequinha.
- Leir de Souza Moraes, jornalista, poeta e escritor